# Cassidy Freeman
Cassidy Freeman (Chicago, Illinois, 22 d'abril de 1982) és una actriu estatunidenca.

## Dades
- Clark i Crispin, els seus germans grans, també són actors.
- Formà part de musicals.
- Cassidy fou membre de la Potomac Theatre Project, un grup de teatre del Middlebury College l'any 2004.
- En parlar, pot utilitzar accents com el britànic, l'irlandès, del sud i mig oest. També parla espanyol.
- Cassidy és un membre del personal docent de Virginia Avenue Project, sense ànim de lucre.
- Balla jazz, ballet, modern, hip-hop, practica esquí aquàtic, snowboard, passeigs a cavall, voleibol i waterpolo.

## Filmografia
- Diaris de Vampirs - Sage
- Smallville - Lutessa Lena Luthor/Tess Mercer (2008-2011)
- Cold Case - Laura McKinney
- Starlet - Courtney
- Austin Golden Hour - Charlie
- Finishing the Game: The Search for a New Bruce Lee - Shirley
- Razor Sharp - Veronica Sharpe
- Once Upon a Time - Jack
- Longmire - "Cady Longmire" (2012 - ?)